# Rivula rufescens
Rivula rufescens är en fjärilsart som beskrevs av William Schaus 1913. Rivula rufescens ingår i släktet Rivula och familjen nattflyn. Inga underarter finns listade.